# Сугрів
Су́грів — село Стрийського району Львівської області. Згадується 1515 р. у написанні Suhrov. У селі стоїть дерев'яна церква Воздвиження Чесного Хреста 1900.

## Історія
Село згадується 4 квітня 1458 р.
У податковому реєстрі 1515 року в селі документується спустошення.

## Політика

### Парламентські вибори, 2019
На позачергових парламентських виборах 2019 року у селі функціонувала окрема виборча дільниця № 460349, розташована у приміщенні школи.
Результати
- зареєстровано 319 виборців, явка 68,65%, найбільше голосів віддано за «Слугу народу» — 16,89%, за «Європейську Солідарність» — 16,44%, за Всеукраїнське об'єднання «Батьківщина» і «Громадянську позицію» — по 13,70%.[4] В одномандатному окрузі найбільше голосів отримав Андрій Кіт (самовисування) — 65,30%, за Олега Канівця (Громадянська позиція) — 11,87%, за Володимира Наконечного (Слуга народу) — 9,13%[5].

## Відомі люди
- отець Михайло Готоровський — парох села (УГКЦ), тесть Григорія Савчинського, прадід Соломії Крушельницької[6]
- вояк УПА Володимир Хрущ (" Сосонка ")